# Matsutani Miyoko

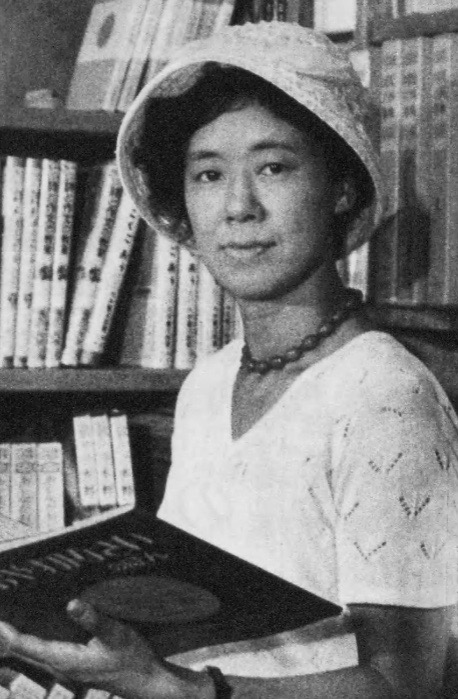
Matsutani Miyoko (1962)

Matsutani Miyoko (japanisch 松谷 みよ子, Vorname bei gleicher Lesung eigentlich 美代子; geboren 15. Februar 1926 in Tokio; gestorben 28. Februar 2015) war eine japanische Kinderbuchautorin.

## Leben und Wirken
Matsutani Miyoko wurde im Februar 1926 im Stadtteil Kanda von Tokio geboren. Nach ihrem Abschluss an der „Tōyō Oberschule für Mädchen“ (東洋女子高等学校) arbeitete sie für eine Bank und wurde vom Navy Hydrographic Department rekrutiert. Während des Pazifikkrieges begann sie Märchen zu schreiben, während sie sich kriegsbedingt in der Präfektur Nagano aufhielt.
Kurz nach dem Krieg besuchte sie den Kinderbuchautor Tsubota Jōji (1890–1982), der sich ebenfalls in Nagano aufhielt. Er ermunterte sie zum Schreiben und blieb lebenslang ihr Mentor. 1948 konnte sie nach Tokio zurückkehren, wo sie eine Stelle als Sekretärin der Gewerkschaft der Bank von Yokohama annahm. 1951 veröffentlichte sie ihre Märchensammlung „Kai ni natta kodomo“ (貝になった子ども) – „Kinder, die eine Muschel wurden“ (1951), eine Sammlung von poetischen und symbolischen frühen Kurzgeschichten. Die „Gesellschaft für Kinderliteratur“ (児童文学者協会, Jidōbungaku kyōkai) verlieh ihr dafür den „Preis für den Neuling des Jahres“ (新人賞, Shinjin-shō).
Matsutani lernte den Puppenspieler und Forscher auf dem Gebiet der Volksmärchen Segawa Takuo (瀬川 拓男; 1929–1975) kennen, den sie später heiratete. Er erweiterte ihren Blick auf die Welt der Volksmärchen. Die beiden fassten umfangreiche Materialien zur legendären Figur Koizumi Kōtarō der Provinz Shinano zusammen. Das diente als Quelle für den Spielfilm „Tatsu no ko Tarō“ (龍の子太郎) – „Tarō, der Drachenjunge“. Der Film (1963 zunächst im japanischen Fernsehen, 1979 als Kino-Film) stellt den Wunsch der Menschen, die Armut zu überwinden, beispielhaft dar. Darauf folgten u. a. 1965 „Maegami Tarō“ (まえがみ太郎) und 1970 „Chibikko Tarō“ (ちびっ子太郎) – „Der winzige Tarō“, die ebenfalls auf Volksmärchen basierten.
Weiter schrieb Matsutani zahlreiche Kinderbücher, in die ihre Erfahrungen mit der Kindererziehung einflossen. So entstand die sechs Bücher umfassende Momochan-Reihe, beginnend mit „Chiisai Momo-chan“ (ちいさいモモちゃん) 1964, für das sie den Noma-Kinderliteraturpreis (野間児童文芸賞, Noma jidō bungei-shō). Es folgten ab 1971 neun Bände der „Obake-chan“  Serie. Welches Werk es auch war, es zeigt Matsutanis Fähigkeit, im volkstümlichen Stil Geschichten zu erzählen. Eine Reihe dieser Bücher wurde ins Englische, auch ins Polnische übersetzt.
1974 erschien Matsutanis „Minwa no sekai“ (民話の世界) – „Die Welt der Volksmärchen“, 1987 „Rajio-, terebikyoku no warai to kaidan“ (ラジオ・テレビ局の笑いと怪談) – „Gespenstergeschichten, über die man in Radio- und Fernsehstationen lacht“. Die zwölfbändige Gesamtdarstellung „Gendai minwa kangae“ (現代民話考) „Überlegungen zu Volksmärchen in der Gegenwart“, die von 1985 bis 1996 erschien, und „Gendai no minwa“ (現代の民話) im Jahr 2000 zeigen, dass die Volksmärchen in der Gegenwart angekommen sind.
1992 erhielt Matsutani für „Akane.chan to namida no umi“ (アカネちゃんとなみだの海) – „Akane-chan und ein Meer von Tränen“ zum zweiten Mal den Noma-Kinderliteraturpreis. 1997 wurde sie mit dem „Iwaya-Sazanami-Literaturpreis“ (巖谷小波文芸賞), benannt nach dem Märchenbuchautor Iwaya Sazanami (1870–1933), ausgezeichnet.